# Demonax dolosus
Demonax dolosus är en skalbaggsart som beskrevs av Holzschuh 1991. Demonax dolosus ingår i släktet Demonax och familjen långhorningar. Inga underarter finns listade i Catalogue of Life.